# DNA-polymerase
En DNA-polymerase er et enzym, der gennemfører replikation af DNA. Polymerasen katalyserer polymeriseringen af frie deoxynukleotider til en DNA-kæde. DNA polymerase kræver en magnesiumion for at fungere, og anses derfor for et holoenzym. Uden magnesiumionen er det et apoenzym.
Alle kendte DNA polymeraser kræver en såkaldt primer for at kunne starte replikation af DNA. Typisk dannes denne primer af enzymet primase.
| Molekylærbiologi | Spire Denne molekylærbiologiartikel er en spire som bør udbygges. Du er velkommen til at hjælpe Wikipedia ved at udvide den. |